# Roger Lebel
Pour les articles homonymes, voir Lebel.
Roger Lebel, né à Rivière-du-Loup le 5 juin 1923 et mort le 18 juin 1994  à Montréal, est un acteur québécois 

## Biographie
Il venait de Rivière-du-Loup et étudiait les sciences sociales à l’Université Laval de Québec avant de préférer le théâtre après avoir joué dans Le Pasteur de Sacha Guitry. Étudiant au Conservatoire d’art dramatique – où il décroche un premier prix -, il se dirige tout d’abord vers la radio, notamment à Trois-Rivières où il fait acte de pionnier. Après y avoir séjourné un temps, il retourne à Québec et s’y installe pour une dizaine d’années. À CHRC, il anime Roger LeBel et sa compagnie, remportant, en 1950, le prix du plus populaire annonceur de radio de la ville de Québec. Plus tard, à CKAC, ses remarques sont souvent enflammées, visant souvent les membres du clergé québécois, qui lui vaudront un nombre impressionnant de cotes d’écoute.
Mais la piqûre des planches sera plus forte, et bien qu’il continua sa carrière radiophonique jusqu’à 1971, on le vit de plus en plus tout d’abord au théâtre, avec la troupe de René Arthur puis avec les Compagnons du terroir de Maurice Beaupré.
Même s’il privilégia toujours le théâtre, notamment chez Duceppe, dans Charbonneau et le Chef, La Mort du commis-voyageur et Deux et deux font sexe, il se permit de s’essayer à l’aventure de la télévision. Il a été de la distribution de plusieurs émissions, dont le feuilleton Jeunes visages, dans les séries humoristiques Y’a pas de problème et Du tac au tac puis dans les téléromans Monsieur le ministre et Un amour de quartier. Il tiendra aussi la barre d’émissions d’information, comme Vox Populi, pendant sept ans.
Le cinéma ne sera pas en reste : une quinzaine de rôles pour LeBel. Même s’il avait débuté dans un premier long métrage en 1958 pour un film de Claude Jutra, il faudra attendre 1973 et son rôle du conseiller municipal véreux de Réjeanne Padovani, pour que l’on remarque toute l’étendue de son talent. S’il joue les hommes d’affaires ou politiques pour ses prochains rôles, on se souvient de deux personnages au cinéma: le premier, le policier bonne pâte Maurice dans Les bons débarras (1981) et surtout, celui d’Albert, travailleur d’usine, malade et usé par la vie qui reprend contact avec son fils dans Un zoo la nuit  de Jean-Claude Lauzon. Personnage inoubliable qui lui vaut la consécration : le prix Guy-L'Écuyer en 1988, le prix Genie du meilleur acteur la même année.
Cette révélation restera le dernier rôle de Roger LeBel qui, déjà atteint de la maladie de Parkinson, devra s’incliner. Les tremblements le gêneront de plus en plus et finiront par l’empêcher de travailler.
Il est décédé à Montréal, le 18 juin 1994. Il avait 71 ans.

## Filmographie
- 1955 : L'Homme aux oiseaux de Bernard Devlin et Jean Palardy
- 1956 : La vie est courte de Bernard Devlin
- 1956 : Le Cas Labrecque de Pierre Daigneault et Bernard Devlin
- 1957 - 1961 : La Pension Velder (série télévisée) : propriétaire
- 1958 : Les Mains nettes : Ernest Rivard
- 1958 : Demain dimanche (série télévisée) : Dr Goudreault
- 1959 : Jeunes visages (série télévisée) : Dr Goudreault
- 1959 : En haut de la pente douce (série télévisée) : Joseph
- 1959 : Ouragan (série télévisée) : Marcel Perronnier
- 1968 : Le Paradis terrestre (série télévisée) : Paul Lalonde
- 1969 : Quelle famille! (série télévisée) : M. Dompierre
- 1970 - 1975 : Mont-Joye (série télévisée) : Serge Grondin
- 1972 : Double-sens de Louis-Georges Carrier
- 1973 : La Mort d'un bûcheron de Gilles Carle
- 1973 : Réjeanne Padovani de Denys Arcand : Léon
- 1974 : Bingo : Le ministre de la Justice
- 1974 : Les Beaux Dimanches : ami de Victor
- 1974 : La Petite Patrie (série télévisée) : Gérard Brisson
- 1975 : Gina : Léonard Chabot
- 1975 : Les Vautours : Armand Bouchard, député de Limoilou
- 1975 - 1977 : Y'a pas de problème (série télévisée) : Gros-Jos
- 1976 : Parlez-nous d'amour : Boss de Jeannot
- 1976 - 1982 : Du tac au tac (série télévisée) : Jean-Jacques Lemay
- 1977 : Panique
- 1980 : Les Bons Débarras : Maurice
- 1980 : L'Affaire Coffin : Pascal Dion
- 1982 : Vaut mieux en rire (série télévisée) : Jean-Jacques Lemay
- 1982 : Monsieur le ministre (série télévisée) : Henri Racette
- 1984 : Les Années de rêves : Le député Armand
- 1985 : Un amour de quartier (série télévisée) : Antoine Charron
- 1985 : L'agent fait le bonheur (série télévisée) : chef Alfred Lamothe
- 1986 : Le Crime d'Ovide Plouffe (série télévisée) : grand avocat
- 1987 : Laurier (mini-série) : Sir Richard J. Cartwright
- 1987 : Un zoo la nuit : Albert
- 1990 : Jamais deux sans toi (série télévisée) : Curé Messier